# Veraguamango
De Veraguamango (Anthracothorax veraguensis) is een vogel uit de familie Trochilidae (kolibries).

## Verspreiding en leefgebied
Deze soort is endemisch in Panama, een land in Centraal-Amerika dat grenst aan Costa Rica en Colombia.

## Status
De grootte van de populatie is in 2019 geschat op 20-50 duizend volwassen vogels. Op de Rode lijst van de IUCN heeft deze soort de status niet bedreigd.  

## Externe link

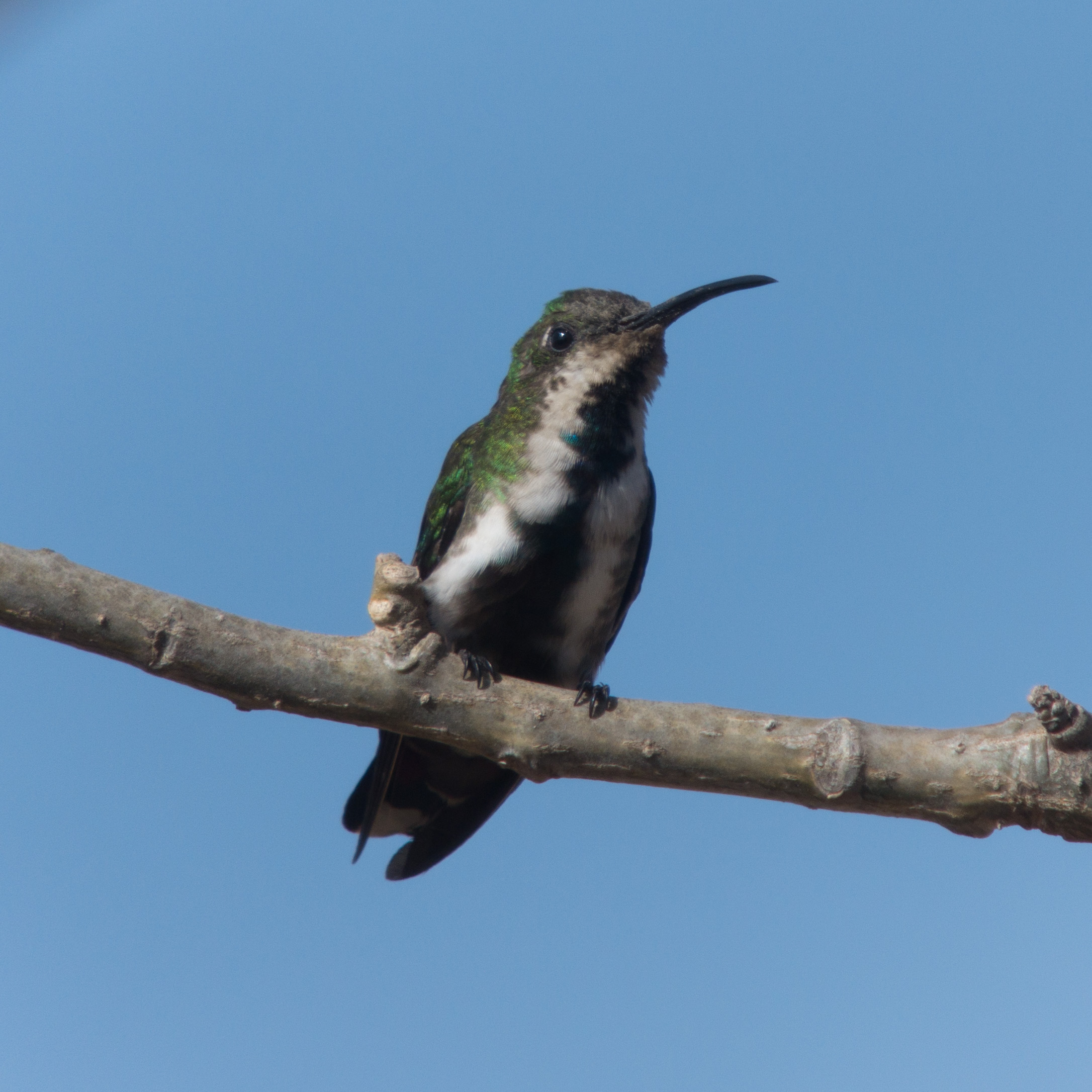